# Aitana Bonmatí (documental)
Aitana Bonmatí és una pel·lícula documental catalana de 2024 dirigida per Xavier Torres i Lliteras, Jesús Muñoz García i Santi Padró Navarro.

## Sinopsi
El documental retrata l'evolució d'Aitana Bonmatí durant gairebé dos anys i l'acompanya en el canvi de vida que ha suposat passar de ser una bona jugadora a convertir-se en la gran col·leccionista de premis individuals i col·lectius, que ha culminat amb el guardó de la Pilota d'Or, l'any 2023.
La crac blaugrana va començar a jugar en un equip de nens a Sant Pere de Ribes, el seu poble, i es va haver d'acostumar a sentir comentaris despectius pel fet de ser una nena. La seva perseverança i el seu talent l'han catapultat a ser la millor jugadora del món.
En aquest trajecte, es descobreix la cara més humana, solidària i personal de la jugadora del Barça, que manté encara ben viva la relació amb la seva colla d'amics de tota la vida, i que es preocupa per les desigualtats socials.
Aitana Bonmatí és una referent per a les nenes i s'ha convertit en un model per a molts joves futbolistes, derrocant qualsevol estereotip de gènere que s'ha interposat en el seu camí.

## Repartiment
- Aitana Bonmatí